# Костоце (Прато)
Костоце је насеље у Италији у округу Прато, региону Тоскана.
Према процени из 2011. у насељу је живело 76 становника. Насеље се налази на надморској висини од 358 м.